# Кирван, Дэнни
Дэниел Дэвид Кирван (англ. Daniel David Kirwan; 13 мая 1950 — 8 июня 2018) — британский музыкант, участник группы Fleetwood Mac (1968—1972), в составе которой выступал как гитарист, певец и автор песен. В 1975—1979 годах выпустил ряд сольных альбомов, после чего забросил карьеру музыканта. Имел проблемы с психическим здоровьем (по мнению его знакомых, из-за неудачного опыта употребления ЛСД), а также с алкоголем. В отдельные периоды 1980-х и 1990-х годов фактически был бездомным и ночевал на улицах Лондона. 
Включён в Зал славы рок-н-ролла в 1998 году как участник Fleetwood Mac.

## Дискография

### В составе Fleetwood Mac

#### Альбомы
- English Rose (Epic 1969 – US only)
- Then Play On (Reprise 1969)
- Kiln House (Reprise 1970)
- Future Games (Reprise 1971)
- Bare Trees (Reprise 1972)

#### Синглы
- "Albatross" / "Jigsaw Puzzle Blues" (Blue Horizon 01/1969)
- "Man of the World" / "Somebody's Gonna Get Their Head Kicked In Tonite" (Immediate 04/1969)
- "Oh Well (Part 1)" / "Oh Well (Part 2)" (Reprise 11/1969)
- "The Green Manalishi (With the Two-Pronged Crown)" / "World in Harmony" (Reprise 05/1970)
- "Dragonfly" / "The Purple Dancer" (Reprise 03/1971)

### Сольные альбомы
- Second Chapter (DJM 1975)
- Midnight in San Juan (DJM 1976)
- Hello There Big Boy! (DJM 1979)